# Cnidoscolus longipes
Cnidoscolus longipes är en törelväxtart som först beskrevs av Ferdinand Albin Pax, och fick sitt nu gällande namn av Ivan Murray Johnston. Cnidoscolus longipes ingår i släktet Cnidoscolus och familjen törelväxter.
Artens utbredningsområde är Colombia. Inga underarter finns listade i Catalogue of Life.